# Свети Иларион Мъгленски (манастир)
„Свети Иларион Мъгленски“ (на гръцки: Μονή Αγίου Ιλαρίωνος Μογλενών) е женски манастир в Егейска Македония, Гърция. Манастирът е разположен в подножието на планината Нидже на 2 km източно от село Бахово, днес Промахи, на територията на дем Мъглен (Алмопия).
Смята се, че манастирът е наследник на построения през XII век от българския светец Иларион Мъгленски манастир „Свети Апостоли“. През османската епоха манастирът е опожаряван и унищожаван няколко пъти от мъгленските мюсюлмани. Местна баховска традиция разказва, че когато е унищожен Ошинският манастир, монасите от него се заселили в дъщерния му „Свети Иларион“. Баховци от страх от турците обаче не искали монасите в землището си. Тогава ядосаният игумен помолил Бог и той изпратил змии и силен вятър, които убедили селяните да приемат монасите. Също така местната традиция говори, че в манастира е имало тайно училище. В 1868 година на хълма още се виждали купчини камъни и стояла част от източната стена на манастирската църква с три прозореца. Според гръцки източници председателят на Воденската българска община предложил на баховци 2000 гроша за възстановяването на манастира, при условие, че се присъединят към Екзархията, но те отказали.
В 1911 година архиерейският наместник в Съботско и деец на гръцката въоръжена пропаганда отец Никандър Папайоану предлага на гръцкото правителство да възстанови манастира, който според него е бил подпален преди три века - тоест около 1600 година, и оттогава е в руини. Манастирът е възстановен след като Мъглен попада в Гърция в 1912 година. Основният камък на църквата на мястото на стария манастир е положен при митрополит Калиник Воденски и тя е завършена при митрополит Хрисостом Воденски. Също така е изграден и двуетажен конак за монаси. В 2012 година е осветен новият католикон - църква в атонски стил. При изграждането на новата църква са открити следи от раннохристиянска сграда, изградена вероятно на мястото на езическо светилище на Артемида Агротера.